# Thila (cratera)
A cratera Thila é uma cratera de impacto no quadrângulo de Elysium em Marte localizada a  18.09° N e 204.58° W. Ela possui 5.3 km em diâmetro e recebeu o nome de uma cidade no Iêmen.